# Chaperiopsis rubida
Chaperiopsis rubida är en mossdjursart som först beskrevs av Walter Douglas Hincks 1881.  Chaperiopsis rubida ingår i släktet Chaperiopsis och familjen Chaperiidae. Inga underarter finns listade i Catalogue of Life.